# La Ferrière (Indre-et-Loire)
Pour les articles homonymes, voir La Ferrière.
La Ferrière est une commune française située dans le département d'Indre-et-Loire, en région Centre-Val de Loire. La Ferrière est une commune du canton de Château-Renault. Elle est située à 31 km au nord de Tours et à 12,5 km à l'ouest du chef-lieu du canton. Elle a été détachée du canton de Neuvy-le-Roi le 31 octobre 1951.

## Géographie

### Localisation et paysages
La Ferrière est une commune située dans une remarquable clairière de défrichement, mais qui, à la différence de celle des Hermites, située immédiatement au nord, a vu son évolution bloquée à une date ancienne. Le finage à une forme nettement arrondie, surtout au nord : or les allées et les vieux chemins du bois de La Ferrière (une forêt de 750 ha) conservent un dispositif concentrique, de même que les petits bois au sud du bourg.
La commune est arrosée, dans sa partie centrale, par la haute Dême que la Pommeraie, immédiatement à l'est du bourg, rend pérenne. Cependant, sa vallée s'inscrit dans le plateau à partir de l'ouest de la commune de Monthodon (au sud des  Cadines). Le bourg est niché sur les pentes, à l'abri du coteau, immédiatement à l'amont de la confluence avec un petit vallon venu du Nord où se trouvent deux étangs.
Le plateau est élevé puisqu'il atteint 168–169 m près de La Roubinière, tout à fait au sud. Nous sommes ici dans la partie la plus haute de la Gâtine Tourangelle. Le plateau nord atteint quand même 159 m, et on est encore à 154 m aux Brunelleries, à 500 m du bourg.
|        | Les Hermites             |           |
| Marray | La Ferrière              | Monthodon |
|        | Saint-Laurent-en-Gâtines |           |

### Hydrographie

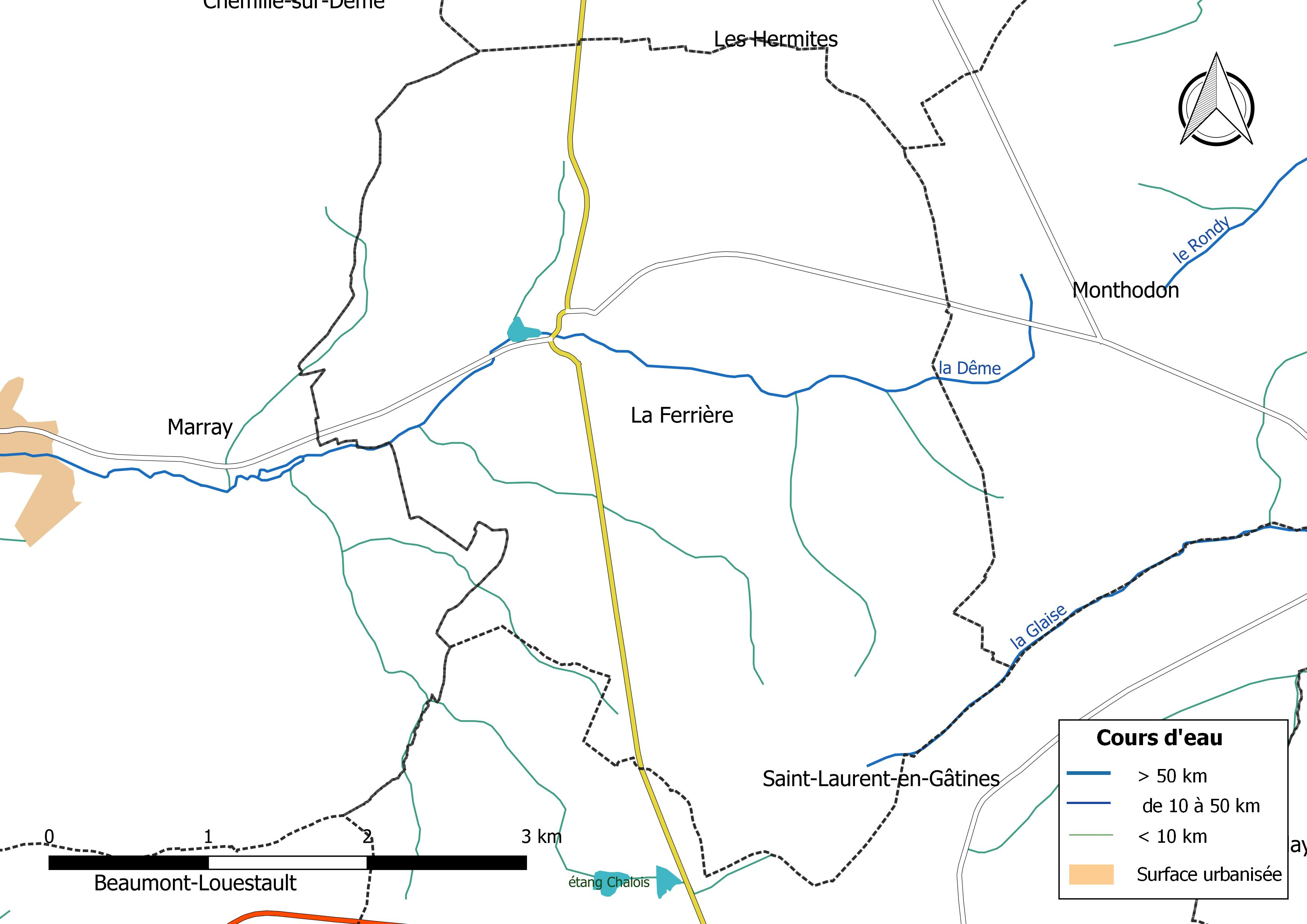
Réseau hydrographique de La Ferrière.

Le réseau hydrographique communal, d'une longueur totale de 13,51 km, comprend deux cours d'eau notables, la Dême (3,97 km) et la Glaise (0,674 km), et six petits cours d'eau pour certains temporaires,.
La Dême, d'une longueur totale de 32,5 km, prend sa source à 160 m d'altitude à Monthodon  et se jette dans le Loir à Vouvray-sur-Loir, à 47 m d'altitude, après avoir traversé 9 communes. 
Ce cours d'eau est classé dans la liste 2 au titre de l'article L. 214-17 du code de l'environnement sur le Bassin Loire-Bretagne. Du fait de ce classement, tout ouvrage doit être géré, entretenu et équipé selon des règles définies par l'autorité administrative, en concertation avec le propriétaire ou, à défaut, l'exploitant. 
Sur le plan piscicole, la Dême est classée en première catégorie piscicole. Le groupe biologique dominant est constitué essentiellement de salmonidés (truite, omble chevalier, ombre commun, huchon).
La Glaise, d'une longueur totale de 12,4 km, prend sa source dans le sud du territoire communal aux abords du hameau de la Roulinière et se jette dans la Brenne au Boulay. 
Ce cours d'eau est classé dans la liste 1 au titre de l'article L. 214-17 du code de l'environnement sur le Bassin Loire-Bretagne. Du fait de ce classement, aucune autorisation ou concession ne peut être accordée pour la construction de nouveaux ouvrages s'ils constituent un obstacle à la continuité écologique et le renouvellement de la concession ou de l'autorisation des ouvrages existants est subordonné à des prescriptions permettant de maintenir le très bon état écologique des eaux. 
Sur le plan piscicole, la Glaise est également classée en deuxième catégorie piscicole.

### Climat
Pour des articles plus généraux, voir Climat du Centre-Val de Loire et Climat d'Indre-et-Loire.
En 2010, le climat de la commune est de type climat océanique dégradé des plaines du Centre et du Nord, selon une étude du CNRS s'appuyant sur une série de données couvrant la période 1971-2000. En 2020, Météo-France publie une typologie des climats de la France métropolitaine dans laquelle la commune est exposée à un climat océanique altéré et est dans la région climatique Moyenne vallée de la Loire, caractérisée par une bonne insolation (1 850 h/an) et un été peu pluvieux.
Pour la période 1971-2000, la température annuelle moyenne est de 10,6 °C, avec une amplitude thermique annuelle de 14,8 °C. Le cumul annuel moyen de précipitations est de 693 mm, avec 10,9 jours de précipitations en janvier et 7 jours en juillet. Pour la période 1991-2020, la température moyenne annuelle observée sur la station météorologique de Météo-France la plus proche, sur la commune de Saint-Laurent-en-Gâtines à 5 km à vol d'oiseau, est de 11,6 °C et le cumul annuel moyen de précipitations est de 769,1 mm,. Pour l'avenir, les paramètres climatiques de la commune estimés pour 2050 selon différents scénarios d'émission de gaz à effet de serre sont consultables sur un site dédié publié par Météo-France en novembre 2022.

## Urbanisme

### Typologie
Au 1er janvier 2024, La Ferrière est catégorisée commune rurale à habitat dispersé, selon la nouvelle grille communale de densité à sept niveaux définie par l'Insee en 2022.
Elle est située hors unité urbaine. Par ailleurs la commune fait partie de l'aire d'attraction de Tours, dont elle est une commune de la couronne,. Cette aire, qui regroupe 162 communes, est catégorisée dans les aires de 200 000 à moins de 700 000 habitants,.

### Occupation des sols
L'occupation des sols de la commune, telle qu'elle ressort de la base de données européenne d’occupation biophysique des sols Corine Land Cover (CLC), est marquée par l'importance des territoires agricoles (50 % en 2018), une proportion sensiblement équivalente à celle de 1990 (50,7 %). La répartition détaillée en 2018 est la suivante : 
forêts (50 %), terres arables (46,4 %), zones agricoles hétérogènes (2,9 %), prairies (0,6 %). L'évolution de l’occupation des sols de la commune et de ses infrastructures peut être observée sur les différentes représentations cartographiques du territoire : la carte de Cassini (XVIIIe siècle), la carte d'état-major (1820-1866) et les cartes ou photos aériennes de l'IGN pour la période actuelle (1950 à aujourd'hui).

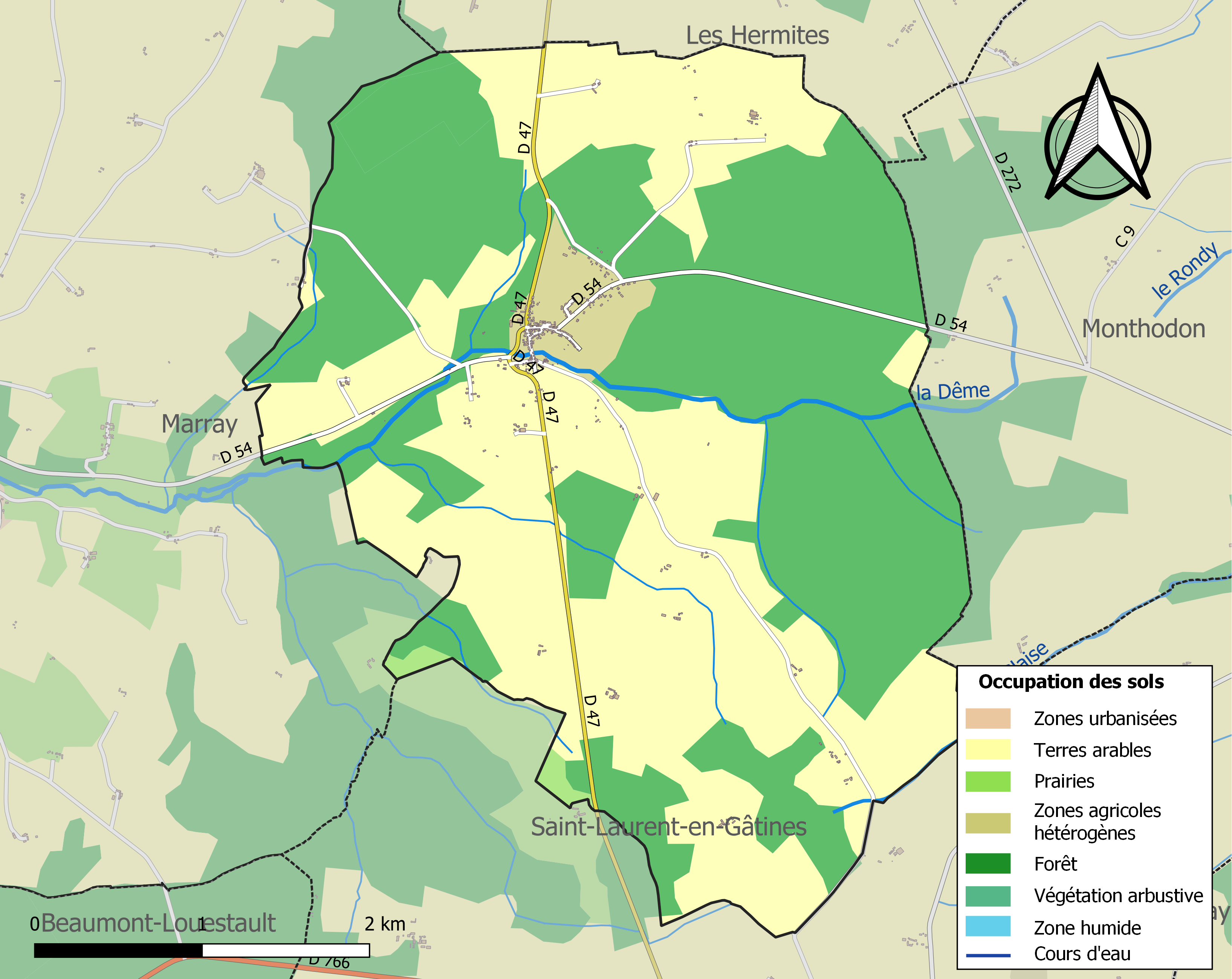
Carte des infrastructures et de l'occupation des sols de la commune en 2018 (CLC).

### Risques majeurs
Le territoire de la commune de La Ferrière est vulnérable à différents aléas naturels : météorologiques (tempête, orage, neige, grand froid, canicule ou sécheresse), feux de forêts et séisme (sismicité très faible). Un site publié par le BRGM permet d'évaluer simplement et rapidement les risques d'un bien localisé soit par son adresse soit par le numéro de sa parcelle.
Pour anticiper une remontée des risques de feux de forêt et de végétation vers le nord de la France en lien avec le dérèglement climatique, les services de l’État en région Centre-Val de Loire (DREAL, DRAAF, DDT) avec les SDIS ont réalisé en 2021 un atlas régional du risque de feux de forêt, permettant d’améliorer la connaissance sur les massifs les plus exposés. La commune, étant pour partie dans le massif de Beaumont, est classée au niveau de risque 3, sur une échelle qui en comporte quatre (1 étant le niveau maximal).

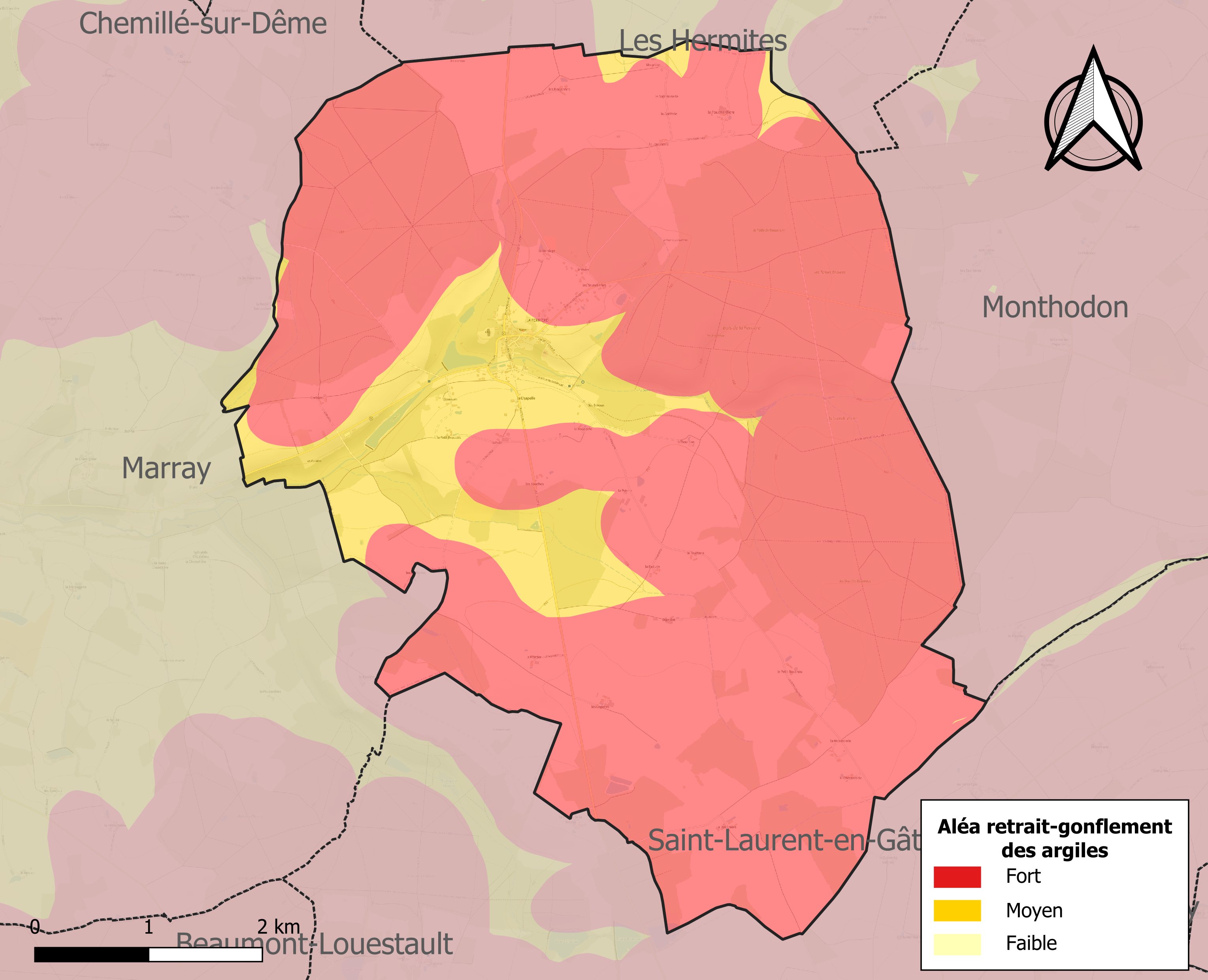
Carte des zones d'aléa retrait-gonflement des sols argileux de La Ferrière.

Le retrait-gonflement des sols argileux est susceptible d'engendrer des dommages importants aux bâtiments en cas d’alternance de périodes de sécheresse et de pluie. La totalité de la commune est en aléa moyen ou fort (90,2 % au niveau départemental et 48,5 % au niveau national). Sur les 149 bâtiments dénombrés sur la commune en 2019, 149 sont en aléa moyen ou fort, soit 100 %, à comparer aux 91 % au niveau départemental et 54 % au niveau national. Une cartographie de l'exposition du territoire national au retrait gonflement des sols argileux est disponible sur le site du BRGM,.
Concernant les mouvements de terrains, la commune a été reconnue en état de catastrophe naturelle au titre des dommages causés par des mouvements de terrain en 1999.

## Toponymie
La première mention de la commune date de 1040 : Ecclesia de Terraria (charge de  Geoffroy, Comte d'Anjou). On trouve ensuite Ferrera en 1070 (cartulaire de Marmoutier). Son nom provient certainement d'un site de métallurgie ancienne (antique ou haut-médiéval ?). Carré de Busserolle et Ranjard rapportent sans précisions qu'on a trouvé « des traces de forges gauloises en divers points » … Le lieu-dit Le Vivier est connu dès le XIe siècle.

## Politique et administration
| Période                                  | Période  | Identité                      | Étiquette | Qualité  |
| ---------------------------------------- | -------- | ----------------------------- | --------- | -------- |
| ?                                        | ?        | Marcel du Pouget de Nadaillac |           |          |
| mars 2001                                | 2014     | Claudie Chevallier            |           |          |
| mars 2014                                | En cours | Marc Leprince                 | SE        | Retraité |
| Les données manquantes sont à compléter. |          |                               |           |          |

## Population et société

### Démographie
L'évolution du nombre d'habitants est connue à travers les recensements de la population effectués dans la commune depuis 1793. Pour les communes de moins de 10 000 habitants, une enquête de recensement portant sur toute la population est réalisée tous les cinq ans, les populations de référence des années intermédiaires étant quant à elles estimées par interpolation ou extrapolation. Pour la commune, le premier recensement exhaustif entrant dans le cadre du nouveau dispositif a été réalisé en 2007.

En 2022, la commune comptait 312 habitants, en évolution de +1,3 % par rapport à 2016 (Indre-et-Loire : +1,67 %, France hors Mayotte : +2,11 %).
| 1793 | 1800 | 1806 | 1821 | 1831 | 1836 | 1841 | 1846 | 1851 |
| ---- | ---- | ---- | ---- | ---- | ---- | ---- | ---- | ---- |
| 507  | 517  | 586  | 517  | 494  | 460  | 489  | 444  | 401  |

| 1856 | 1861 | 1866 | 1872 | 1876 | 1881 | 1886 | 1891 | 1896 |
| ---- | ---- | ---- | ---- | ---- | ---- | ---- | ---- | ---- |
| 390  | 366  | 392  | 377  | 381  | 391  | 403  | 392  | 384  |

| 1901 | 1906 | 1911 | 1921 | 1926 | 1931 | 1936 | 1946 | 1954 |
| ---- | ---- | ---- | ---- | ---- | ---- | ---- | ---- | ---- |
| 371  | 370  | 367  | 342  | 363  | 337  | 303  | 326  | 279  |

| 1962 | 1968 | 1975 | 1982 | 1990 | 1999 | 2006 | 2007 | 2012 |
| ---- | ---- | ---- | ---- | ---- | ---- | ---- | ---- | ---- |
| 233  | 222  | 194  | 206  | 198  | 214  | 274  | 282  | 296  |

| 2017 | 2022 | - | - | - | - | - | - | - |
| ---- | ---- | - | - | - | - | - | - | - |
| 310  | 312  | - | - | - | - | - | - | - |

### Enseignement
La Ferrière se situe dans l'académie d'Orléans-Tours (Zone B) et dans la circonscription de Saint-Cyr-sur-Loire.
L'école élémentaire accueille les élèves de la commune et les élèves du RPI (Regroupement pédagogique intercommunal) de la vallée de la Dême (écoles de Chemillé-sur-Dême, Marray et La Ferrière).

## Culture locale et patrimoine

### Lieux et monuments
- L'église Saint-Nicolas.

### Personnalités liées à la commune
- Le roi Louis XI (1423-1483) visita cette commune les 12 et 29 août 1481[28].
- Arnould-François-Léopold-Odile-Sigismond du Pouget de Nadaillac (7 janvier 1787, château de La Ferrière - 28 avril 1837, Paris) général et homme politique français.